# Johnny Brown
Pour les articles homonymes, voir Brown.
Johnny Brown est un acteur et chanteur américain né le 11 juin 1937 à St. Petersburg, en Floride, et mort le 2 mars 2022 à Los Angeles, en Californie.

## Biographie
Johnny Brown est un artiste de scène et de discothèque ainsi qu'un acteur de comédies, et un membre régulier de la série de télévision Laugh-In. Brown est surtout connu pour son physique grassouillet, son large sourire doucereux, ses expressions faciales mobiles, et son style de plaisanterie facile et agréable. Brown est plus célèbre, par contre, pour son rôle de concierge "Nathan Bookman", dans la sitcom de CBS "Good Times". Bookman était souvent l'objet de blagues sur les gros par le personnage principal "JJ Evans" (Jimmie Walker). Brown a été Bookman jusqu'à ce que la série ait été annulée en 1979. Brown est également apparu dans les émissions de télévision "Flip Wilson Show", "The Jeffersons", "La Vie de famille", "The Jamie Foxx Show", et "Martin". 
Brown est aussi le père de l'actrice Sharon Brown, qui est née en 1962. Il a joué son propre rôle dans la comédie musicale de Broadway "Golden Boy", avec Sammy Davis, Jr..
Au début des années 1970, Brown a joué dans une publicité télévisée pour le stylo "Write Brothers", un produit éphémère de la compagnie de stylos Paper Mate.
En 1997, il a prêté sa voix pour l'introduction de l'album de compilation Comedy Stew: The Best of Redd Foxx. Dans l'introduction, Brown raconte comment Norman Lear l'avait envisagé pour jouer le rôle de Lamont dans Sanford and Son, mais qu'il était indisponible pour le faire en raison de son engagement avec Laugh-In, Lear donnant alors le rôle à Demond Wilson.

## Filmographie
- 1966 : A Man Called Adam de Leo Penn : Les
- 1969 : The Leslie Uggams Show (en) (série TV)
- 1970 : Aventures à New York (The Out-of-Towners) : Waiter in Train
- 1971 : The Bill Cosby Special, or? (TV)
- 1975 : The Fireman's Ball (TV)
- 1978 : The Wiz de Sidney Lumet : Guest at Aunt Emma's Party
- 1979 : The Plastic Man Comedy/Adventure Show (série TV) : Splashdown (voix)
- 1979 : The T.V. Show (TV) : The Kingfish
- 1981 : Body and Soul (en) de George Bowers : Sports Announcer #2
- 1982 : La Folie aux trousses (Hanky Panky) de Sidney Poitier : Bus Driver
- 1999 : Perpète (Life) de Ted Demme : Blind Reverend Clay
- 1999 : Jackie's Back! (en) (TV) : Reverend Eustace Barnett (Pastor, Kinloch Baptist Temple)
- 2001 : Potins mondains & amnésies partielles (Town & Country) de Peter Chelsom : Chauffeur
- 2004 : The Old Negro Space Program (en) d'Andy Bobrow : Wallace "Suitcase" Jefferson